# Lazarenkoïta
La lazarenkoïta és un mineral de la classe dels òxids. En honor de l'acadèmic Jevgeni Konstantínovich Nazarenko (1912-1979), mineralogista de la Universitat de Lvov, Lvov, Ucraïna.

## Classificació
La lazarenkoïta es troba classificada en el grup 4.JC.10 segons la classificació de Nickel-Strunz (4 per a Òxids (hidròxids, V [5,6] vanadats, arsenits, antimonurs, bismutits, sulfits, selenits, tel·lurits, iodats); J per a Arsenits, antimonits, bismutits, sulfits, selenits, tel·lurits; iodats i C per a Arsenit, antimonurs, bismutits; sense anions addicionals, amb H₂O; el nombre 10 correspon a la posició del mineral dins del grup). En la classificació de Dana el mineral es troba al grup 7.8.3.1 (7 per a òxids diversos i 8 per a AB₃X₇; 3 i 1 corresponen a la posició del mineral dins del grup).

## Característiques
La lazarenkoïta és un òxid de fórmula química CaFe3+As₃3+O₇·3H₂O. Cristal·litza en el sistema ortoròmbic. La seva duresa a l'escala de Mohs és 1. Sol presentar-se en forma d'incrustacions fibroses. Insoluble en aigua, però fàcilment dissolt en diluït, HCl fred.

## Formació i jaciments
S'ha descrit a Europa i a l'Àsia. Producte de l'oxidació de minerals Skutterudita-löllingita. Als territoris de parla catalana ha estat descrita a la mina Linda Mariquita (El Molar, Priorat).